# Masonic
Masonic (antigamente Lorena) é uma cidade fantasma localizada sobre 10 mi (16,1 km) nordeste de Bridgeport, Califórnia, Condado de Mono, Califórnia, EUA. A cidade consiste em três níveis uma cidade superior, uma cidade média, e uma cidade mais baixa maioria das poucas ruínas restantes estão na cidade média. O ouro foi descoberto pela primeira vez na década de 1860, mas a produção cessou perto do início do século XX. A população da cidade atingiu o pico de cerca de 1.000.

## História
A cidade foi fundada por maçons, daí o seu nome. Cidade média, a maior das três cidades, tinha uma estação de correios, uma pensão e uma loja geral. Abrigou também os escritórios do jornal da cidade: The Masonic Pioneer.
O posto de correios de Lorena abriu em 1905, mudou seu nome para Masonic em 1906, fechado em 1912, reaberto em 1913 e fechado para sempre em 1927.
A população Masonic em 1906 era cerca de 500. A mina principal, chamada Mina Pittsburg-Liberty, produziu US $ 700.000 em ouro antes de fechar em 1910. Em 1911, Masonic estava em declínio, embora algumas minas mantidas em produção até a década de 1920.